# Wuhan Five Rings Sports Center
El Wuhan Five Rings Sports Center (en chino simplificado, 武汉五环体育中心; pinyin, Wǔhàn Wǔ-Huán Tǐyù Zhōngxīn), anteriormente conocido como Dongxihu Sports Center (en chino simplificado, 东西湖体育中心; pinyin, Dōngxīhú Tǐyù Zhōngxīn), es un complejo deportivo ubicado en el distrito de Dongxihu, Wuhan, Hubei, China. El complejo consta de un estadio multiusos con 30 000 asientos, un gimnasio con 8 000 asientos y un natatorio con 3 000 asientos. Comenzó a construirse el 1 de abril de 2017, y se abrió en marzo de 2019. El 26 de diciembre de 2018, Shenzhen Kaisa Culture & Sports Group ganó el derecho operativo del Sports Center por nueve años.